# الیس سیمس
الیس سیمس (انگلیسی: Ellis Simms؛ زادهٔ ۵ ژانویهٔ ۲۰۰۱) بازیکن فوتبال اهل بریتانیا است.
وی همچنین در تیم ملی فوتبال زیر ۲۰ سال انگلستان بازی کرده‌است.

## دوران باشگاهی
سیمس در اولدهام، منچستر، به دنیا آمد. او پس از بازی برای بلکبرن و منچستر سیتی در جوانی، در سن ۱۶ سالگی با اورتون قرارداد امضا کرد و در سال ۲۰۱۹ وارد فوتبال حرفه‌ای شد.
در ژانویه ۲۰۲۱، سیمس به صورت قرضی به بلکپول نقل مکان کرد و اولین بازی خود را در ۲۳ ژانویه ۲۰۲۱ در جام حذفی به عنوان بازیکن تعویضی مقابل برایتون در باخت ۲ بر ۱ انجام داد.در دومین بازی خود و اولین بازی خود در لیگ، هفته بعد، دوباره به عنوان بازیکن تعویضی، اولین گل‌های حرفه‌ای خود را با به ثمر رساندن دو گل در پیروزی ۵-۰ مقابل ویگان به ثمر رساند.
در ۲۶ ژانویه ۲۰۲۲، سیمز به صورت قرضی برای باقی مانده فصل ۲۰۲۱–۲۰۲۲ به تیم حاضر در لیگ برتر اسکاتلند، هارت آف میدلوتیان پیوست.او اولین بازی خود در لیگ را در همان روز اول در باخت ۲-۱ در خانه مقابل سلتیک انجام داد و در نیمه اول از روی نیمکت آمد و جایگزین جاش گینلی شد.او اولین گل خود را برای هارتز سه روز بعد در برد خانگی ۲-۰ مقابل مادرول به ثمر رساند.

## تیم ملی
سیمس واجد شرایط بازی ملی برای تیم‌های ملی انگلیس، لهستان و جامائیکا است. در ۶ نوامبر ۲۰۲۰، او برای یک اردوی تمرینی به تیم ملی فوتبال زیر ۲۰ سال انگلستان فراخوانده شد.  هفته بعد، او اولین بازی خود را برای زیر ۲۰ سال انگلیس انجام داد و کل نیمه دوم بازی دوستانه مقابل استون ویلا را بازی کرد.